# 堀越学園高校
もしかして
- 堀越高等学校

ではありませんか？